# Bathynomus keablei
Bathynomus keablei är en kräftdjursart som beskrevs av Lowry och Dempsey 2006. Bathynomus keablei ingår i släktet Bathynomus och familjen Cirolanidae.
Artens utbredningsområde är Bengaliska viken. Inga underarter finns listade i Catalogue of Life.